# Hotell Billingen
Hotell Billingen är Skövdes äldsta hotell och drivs idag av hotellkedjan Scandic Hotels. Hotellet har 124 rum och ligger på Trädgårdsgatan 10 mittemot Skövde kulturhus, nära centralstationen.
Hotellet uppfördes 1888 efter ritningar av Axel Kumlien och Hjalmar Kumlien i samarbete med dåvarande skövdearkitekten Lars Kellman. Det är sedan 1985 ett byggnadsminne.